# San Pedro de la Hoz
San Pedro de la Hoz es una localidad del municipio burgalés de Galbarros, en la Comunidad Autónoma de Castilla y León (España). 
La iglesia está dedicada a La Asunción de Nuestra Señora.

## Localidades limítrofes
Confina con las siguientes localidades:
- Al noreste con Buezo.
- Al este con Salinillas de Bureba.
- Al sureste con Valdazo y Reinoso.
- Al suroeste con Galbarros.
- Al noroeste con Quintana-Urria.

## Demografía
Evolución de la población
| Gráfica de evolución demográfica de San Pedro de la Hoz entre 2000 y 2017 |
|                                                                           |
| Población de derecho (2000-2017) según el padrón municipal del INE        |

## Historia
Así se describe a San Pedro de la Hoz en el tomo XII del Diccionario geográfico-estadístico-histórico de España y sus posesiones de Ultramar, obra impulsada por Pascual Madoz a mediados del siglo XIX:

Lugar con ayuntamiento en la provincia, diócesis, audiencia territorial y capitanía general de Burgos (6 leguas), partido judicial de Briviesca (2); Situado al pie de una cuesta y a la margen izquierda de un arroyo; los vientos que reinan con más frecuencia, son el N y O, y las enfermedades dominantes los cólicos y afecciones de pecho. Tiene 10 casas de mediana construcción; una iglesia parroquial (la Asunción) aneja de la de Ahedo y servida por el cura de esta; una ermita bajo la advocación de San Pedro, y un mal cementerio, una y otro extramuros del pueblo; los habitantes se surten para sus usos de las aguas del expresado arroyo, que pasa inmediato a las casas. Confina el término N Buezo; E Salinillas; S Galbarros, y O Ahedo. El terreno es secano, pedregoso y de mala calidad; le cruza el referido arroyo, que naciendo en Ahedo, se junta a la entrada del pueblo que se describe con otro algo más crecido que baja de Galbarros; hay dos pequeños montes muy poco poblados, de los cuales el uno es comunero con Buezo y el otro con Ahedo, abundando también en dicho terreno las canteras de piedra caliza. Los caminos son todos de herradura, escabrosos y mal cuidados, y dirigen a los pueblos limítrofes. Correos: se reciben de la capital del partido por encargado particular. Producciones: trigo, avena, centeno, yeros, lino, cáñamo y patatas; cría ganado mular aunque poco, vacuno y lanar, y caza de perdices, liebres y zorros. Industria: la agrícola. Población: 7 vecinos, 15 almas. Capital productivo: 111.100 reales. Imponible: 10.715. Contribución: 422 reales 18 maravedíes.
Diccionario geográfico-estadístico-histórico de España y sus posesiones de Ultramar